# Eleições europeias de 2024 (Luxemburgo)
As eleições europeias de 2024 no Luxemburgo serão realizadas a 9 de junho e servirão para eleger os 6 deputados nacionais para o Parlamento Europeu durante as eleições europeias. Estas serão as primeiras eleições nacionais depois do Partido Popular Social Cristão ter voltado a liderar o governo luxemburguês em 2023, após 10 anos na oposição.

## Representação parlamentar 2019-2024
A tabela mostra os deputados de acordo com a última informação do Parlamento Europeu:
| Partido Nacional | Partido Nacional                          | Deputados | Grupo parlamentar | Grupo parlamentar                                 |
| ---------------- | ----------------------------------------- | --------- | ----------------- | ------------------------------------------------- |
|                  | Partido Popular Social Cristão            | 2 / 6     |                   | Grupo do Partido Popular Europeu                  |
|                  | Partido Democrata                         | 1 / 6     |                   | Renovar a Europa                                  |
|                  | Os Verdes                                 | 1 / 6     |                   | Verdes/Aliança Livre Europeia                     |
|                  | Partido Operário Socialista do Luxemburgo | 1 / 6     |                   | Aliança Progressista dos Socialistas e Democratas |
|                  | Fokus                                     | 1 / 6     |                   | Renovar a Europa                                  |

| Grupo parlamentar | Grupo parlamentar                                 | Deputados |
| ----------------- | ------------------------------------------------- | --------- |
|                   | Grupo do Partido Popular Europeu                  | 2 / 6     |
|                   | Renovar a Europa                                  | 2 / 6     |
|                   | Verdes/Aliança Livre Europeia                     | 1 / 6     |
|                   | Aliança Progressista dos Socialistas e Democratas | 1 / 6     |

## Resultados Oficiais
| Partido Nacional        | Partido Nacional                              | Votos     | %               | +/-   | Deputados | +/-     |
| ----------------------- | --------------------------------------------- | --------- | --------------- | ----- | --------- | ------- |
|                         | Partido Popular Social Cristão                | 317 334   | 22,91 / 100,00  | 1,81  | 2 / 6     | Estável |
|                         | Partido Operário Socialista do Luxemburgo     | 300 879   | 21,72 / 100,00  | 9,53  | 1 / 6     | Estável |
|                         | Partido Democrata                             | 253 344   | 18,29 / 100,00  | 3,15  | 1 / 6     | 1       |
|                         | Os Verdes                                     | 162 955   | 11,76 / 100,00  | 7,15  | 1 / 6     | Estável |
|                         | Partido Reformista da Alternativa Democrática | 162 849   | 11,76 / 100,00  | 1,72  | 1 / 6     | 1       |
|                         | Partido Pirata do Luxemburgo                  | 68 085    | 4,92 / 100,00   | 2,78  | 0 / 6     | Estável |
|                         | A Esquerda                                    | 43 701    | 3,15 / 100,00   | 1,68  | 0 / 6     | Estável |
|                         | Fokus                                         | 22 222    | 1,60 / 100,00   | Novo  | 0 / 6     | Novo    |
|                         | Volt Luxemburgo                               | 14 348    | 1,04 / 100,00   | 1,07  | 0 / 6     | Estável |
|                         | Outros (com menos de 1,00%)                   | 39 422    | 2,85 / 100,00   |       | 0 / 6     |         |
| Total de Votos          | Total de Votos                                | 1 385 139 |                 |       |           |         |
|                         |                                               |           |                 |       |           |         |
| Votos Inválidos         | Votos Inválidos                               | 24 058    | 9,15 / 100,00   | 0,11  |           |         |
| Total                   | Total                                         | 262 829   | 100,00 / 100,00 |       | 6 / 6     |         |
| Eleitorado/Participação | Eleitorado/Participação                       | 319 410   | 82,29 / 100,00  | 1,81  |           |         |
| Fonte                   | Fonte                                         | [ 4 ]     | [ 4 ]           | [ 4 ] | [ 4 ]     | [ 4 ]   |

## Representação parlamentar (2024-2029)

### Partidos nacionais
| Partido Nacional | Partido Nacional                              | Deputados | Grupo parlamentar | Grupo parlamentar                                 |
| ---------------- | --------------------------------------------- | --------- | ----------------- | ------------------------------------------------- |
|                  | Partido Popular Social Cristão                | 2 / 6     |                   | Grupo do Partido Popular Europeu                  |
|                  | Partido Operário Socialista do Luxemburgo     | 1 / 6     |                   | Aliança Progressista dos Socialistas e Democratas |
|                  | Partido Democrata                             | 1 / 6     |                   | Renovar a Europa                                  |
|                  | Os Verdes                                     | 1 / 6     |                   | Verdes/Aliança Livre Europeia                     |
|                  | Partido Reformista da Alternativa Democrática | 1 / 6     |                   | Reformistas e Conservadores Europeus              |

### Grupos parlamentares europeus
| Grupo parlamentar | Grupo parlamentar                                 | Deputados |
| ----------------- | ------------------------------------------------- | --------- |
|                   | Grupo do Partido Popular Europeu                  | 2 / 6     |
|                   | Aliança Progressista dos Socialistas e Democratas | 1 / 6     |
|                   | Reformistas e Conservadores Europeus              | 1 / 6     |
|                   | Renovar a Europa                                  | 1 / 6     |
|                   | Verdes/Aliança Livre Europeia                     | 1 / 6     |